# Maskóc
Maskóc (szlovákul: Maškovce) község Szlovákiában, az Eperjesi kerület Homonnai járásában.

## Fekvése
Homonnától 15 km-re, északkeletre fekszik.

## Története
A falut a 16. században a vlach jog alapján betelepített ruszinokkal alapították, 1574-ben említik először.
A 18. század végén Vályi András így ír róla: „MASKÓCZ. Orosz falu Zemplén Várm. földes Ura G. Csáky Uraság, lakosai oroszok fekszik Körtvélyeshez közel, határja két nyomásbéli, zabot leg inkább, középszerűen pedig árpát, tavaszi búzát, ’s tatárkát terem, bikk fa erdeje van, piatzok Homonnán.”
Fényes Elek 1851-ben kiadott geográfiai szótárában így ír a faluról: „Maskocz, orosz falu, Zemplén vmegyében, F. Körtvélyes fil. 1 rom., 231 g. kath., 4 lak., görög anyaszentegyházzal, 498 hold szántófölddel. F. u. gr. Csáky. Ut. p. N.-Mihály.”
Borovszky Samu monográfiasorozatának Zemplén vármegyét tárgyaló része szerint: „Maskócz, ruthén kisközség. Van 28 háza és 133 gör. kath. vallású lakosa. Postája és vasúti állomása Udva, legközelebbi távíró-hivatala Homonna. A homonnai uradalomhoz tartozott s az újabb korban a gróf Csákyak voltak az urai. Most a gróf Andrássyaké. Gör. kath. temploma 1768-ban épült.”
1920 előtt Zemplén vármegye Homonnai járásához tartozott.
Lakói többségben görögkatolikusok, a templom Tölgyeshegy fíliája.

## Népessége
| Év:            | 1994. | 2004.    | 2014.   | 2024.   |
| -------------- | ----- | -------- | ------- | ------- |
| Emberek száma: | 53    | 60       | 56      | 58      |
| Eltérés:       |       | +13,20 % | -6,66 % | +3,57 % |

| Év:            | 2023. | 2024.   |
| -------------- | ----- | ------- |
| Emberek száma: | 56    | 58      |
| Eltérés:       |       | +3,57 % |

1910-ben 139, túlnyomórészt ruszin lakosa volt.
2001-ben 63 lakosából 56 szlovák és 5 ruszin volt.
2011-ben 52 lakosából 39 szlovák és 11 ruszin.

## Nevezetességei
Szent Péter és Pál apostolok tiszteletére szentelt görögkatolikus temploma.